# Signature Box
Signature Box ist der Titel einer Elf-CD-Box von John Lennon, das die acht Studioalben und eine Doppel-CD mit Singletiteln und bisher unveröffentlichten Aufnahmen beinhaltet. Sie wurde am 1. Oktober 2010 veröffentlicht.

## Entstehungsgeschichte
Im Oktober 2010 veröffentlichte EMI zum 70. Geburtstag von John Lennon eine CD-Box; die acht Studioalben wurden im Jahr 2010 erneut remastert und in Pappschubern wiederveröffentlicht. Die CDs befinden sich in einer mit Schaumstoff ausgekleideten Box in Form eines weißen Würfels (Kantenlänge jeweils 18 cm), bestehend aus harter Pappe. Während bei der ersten Wiederveröffentlichungsserie zwischen den Jahren 2000 und 2005 die meisten Alben nicht nur remastert, sondern auch neu abgemischt wurden, sind die Alben im Jahr 2010 auf der Basis der jeweiligen originalen Abmischungen lediglich erneut remastert worden. Auf die Bonusstücke der ersten Wiederveröffentlichungen wurde diesmal verzichtet, sodass die Titellisten der Originalveröffentlichungen wieder hergestellt wurden. Das Remastering fand in den Abbey Road Studios durch Paul Hicks und Sean Magee statt. Projektkoordinator war Allan Rouse. Double Fantasy wurde von George Marino in den Sterling Sound Studios in New York remastert. Die Alben haben jeweils ein aufklappbares Pappcover.
Die Alben Live Peace in Toronto 1969, Live in New York City, Menlove Ave., die auch nicht in einer remasterten Version erschienen sind, und Double Fantasy Stripped Down liegen der Box nicht bei.
Die CD Singles enthält fünf Single-A-Seiten sowie die B-Seite Move Over Ms. L. Diese sechs Lieder sind nicht auf den beiliegenden Studioalben enthalten. Auf der CD befinden sich nicht die Single-A-Seite Every Man Has a Woman und die Single-B-Seite Do the Oz, die ebenfalls nicht auf den Studioalben enthalten sind.
Die CD Home Tapes enthält dreizehn Titel, die in dieser Form bisher nicht veröffentlicht worden sind; wobei One of the Boys und India, India Kompositionen von John Lennon sind, die hier erstmals, als Home Demos, erschienen. Honey Don’t stammt von den Sessions vom John Lennon/Plastic Ono Band-Album und war bisher unveröffentlicht. Die anderen zehn Lieder wurden bereits in anderen Versionen veröffentlicht.
Der CD-Box liegt ein 62-seitiges Begleitbuch (Hardcover) mit dem Titel Yes bei, das neben Fotos vier Zeichnungen und zwei handgeschriebene Liedtexte von John Lennon zeigt. Weiterhin enthält das Buch Erläuterungen von Anthony DeCurtis. Außerdem beinhaltet die Box noch einen Kunstdruck von einer Zeichnung von John Lennon, sowie ein Faltblatt mit Essays von Yoko Ono, Julian Lennon und Sean Lennon an John Lennon.
Darüber hinaus liegt dieser Box eine Karte mit der Bezeichnung „Online“ bei, die einen Registrierungscode für die Internetseite John Lennon Universe enthält.

## Veröffentlichung
Anlässlich der Veröffentlichung wurde das 20-Titel-Promotion-Kompilationsalbum Gimme Some Truth (70th Birthday Catalog Campaign) veröffentlicht.
Eine Veröffentlichung im LP-Format erfolgte erst am 5. Juni 2015. Die neuen Vinylmaster wurden in den Abbey Road Studios aus 96K-Digital-Remastern hergestellt, die Langspielplatten sind optisch eine originalgetreue Reproduktion der britischen Originalausgaben. Die Box enthält lediglich die acht Studioalben und nicht, wie in der CD-Box enthalten, eine Langspielplatte mit Single-A-Seiten und/oder Bonusmaterial.

## Titelliste
- CD 1: John Lennon/Plastic Ono Band (1970)
- CD 2: Imagine (1971)
- CD 3 und 4: Some Time in New York City (1972)
- CD 5: Mind Games (1973)
- CD 6: Walls and Bridges (1974)
- CD 7: Rock ’n’ Roll (1975)
- CD 8: Double Fantasy (1980)
- CD 9: Milk and Honey (1984)
- CD 10: Singles

1. Power to the People – 3:25
2. Happy Xmas (War Is Over) – 3:34
3. Instant Karma! – 3:21
4. Cold Turkey – 5:03
5. Move Over Ms. L – 2:58
6. Give Peace a Chance – 4:55

- CD 11: Home Tapes

1. Mother – 4:25 (Studio Outtake)
2. Love – 2:39 (Studio Outtake)
3. God – 4:35 (Studio Outtake)
4. I Found Out – 4:34 (Studio Outtake)
5. Nobody Told Me – 3:13 (Home Demo)
6. Honey Don’t – 1:40 (Carl Perkins) (Studio Outtake)
7. One of the Boys – 2:39 (Home Demo)
8. India, India – 3:07 (Home Demo)
9. Serve Yourself – 5:21 (Home Demo)
10. Isolation – 3:07 (Studio Outtake)
11. Remember – 5:29 (Studio Outtake)
12. Beautiful Boy (Darling Boy) – 4:11 (Home Demo)
13. I Don't Want To Be A Soldier – 3:26 (Studio Outtake)

## Chartplatzierungen
| ChartsChartplatzierungen       | Höchstplatzierung | Wochen |
| ------------------------------ | ----------------- | ------ |
| Deutschland (GfK)              | 19 (9 Wo.)        | 9      |
| Vereinigte Staaten (Billboard) | 148 (1 Wo.)       | 1      |